# Orange Walk (district)
Orange Walk is een district van Belize, gelegen in het noordwesten van het land aan de grens met Guatemala en Mexico. De hoofdstad is de gelijknamige stad Orange Walk, die ongeveer negentig kilometer ten noorden van Belize City ligt.
Het district heeft een oppervlakte van 4.737 km² en wordt bewoond door 45.946 mensen (2010).
In het district bevinden zich de ruïnes van Lamanai, een van de grootste Maya-steden in Belize. Het district is ook bekend van de grote verscheidenheid aan vogelsoorten en behoort tot de vogelrijkste gebieden op aarde.

## Plaatsen
Behalve Orange Walk liggen de volgende plaatsen in het district:
- Carmelita
- Guinea Grass Town
- Indian Church
- San Carlos
- San Estevan
- San Jose
- San Pablo
- Shipyard
- Trial Farm

Belize · Cayo · Corozal · Orange Walk · Stann Creek · Toledo